# Jared Leto
Jared Joseph Leto (Bossier City, 26 december 1971) is een Amerikaans acteur, zanger en gitarist.

## Biografie
Leto won in 2014 een Golden Globe en een Oscar voor zijn bijrol als Rayon in de biografische dramafilm Dallas Buyers Club. Daarnaast werden hem meer dan twintig andere prijzen toegekend, waaronder een Satellite Award samen met de gehele cast van de oorlogsfilm The Thin Red Line (1998). Leto maakte in 1992 zijn acteerdebuut als Dexter in een aflevering van de komedieserie Camp Wilder. Zijn eerste verschijning op het witte doek volgde in 1995, als Beck in de tragikomedie How to Make an American Quilt.
Leto is behalve acteur ook de zanger en gitarist van de rockband Thirty Seconds to Mars, die hij in 1998 oprichtte met zijn oudere broer Shannon Leto.

## Filmografie
*Exclusief televisiefilms
- Haunted Mansion (2023), als Alistair Crump / The Hatbox Ghost (stem)
- Morbius (2022), als Dr. Michael Morbius
- The Little Things (2021), als Albert Sparma
- House of Gucci (2021), als Paolo Gucci
- The Outsider (2018), als Nick Lowell
- Blade Runner 2049 (2017), als Niander Wallace
- Suicide Squad (2016), als Joker
- Dallas Buyers Club (2013), als Rayon
- Mr. Nobody (2009), als Nemo Nobody
- Chapter 27 (2007), als Mark David Chapman
- Lonely Hearts (2006), als Raymond Fernandez
- Lord of War (2005), als Vitaly Orlov
- Alexander (2004), als Hephaestion
- Sol Goode (2003), als wannabe-rocker
- Panic Room (2002), als Junior
- Highway (2002), als Jack Hayes
- Sunset Strip (2000), als Glen Walker
- Requiem for a Dream (2000), als Harry Goldfarb
- American Psycho (2000), als Paul Allen
- Girl, Interrupted (1999), als Tobias 'Toby' Jacobs
- Fight Club (1999), als Angelface
- Black and White (1999), als Casey
- The Thin Red Line  (1998), als Second Lieutenant Whyte
- Urban Legend (1998), als Paul Gardener
- Basil (1998), als Basil
- Switchback (1997), als Lane Dixon
- Prefontaine (1997), als Steve Prefontaine
- The Last of the High Kings (1996), als Frankie Griffin
- How to Make an American Quilt (1995), als Beck

## Televisieseries
*Exclusief eenmalige gastrollen
- My So-Called Life (1994-1995, negentien afleveringen), als Jordan Catalano
- Camp Wilder (1992-1993, twee afleveringen), als Dexter

## Discografie
Met Thirty Seconds to Mars:
- 30 Seconds to Mars (2002)
- Acoustic Live Radio Show (2002) - live-ep
- A Beautiful Lie (2005)
- AOL Sessions Undercover (2007) - live-ep
- This Is War (2009)
- MTV Unplugged (2011) - live-ep
- Love Lust Faith + Dreams (2013)
- America (2018)
- It's the End of the World but It's a Beautiful Day (2023)

## Trivia
- In 1996 en 1997 werd Leto verkozen door het magazine People tot een van de 50 knapste mensen ter wereld.[1]
- Leto was meerdere malen genomineerd als PETA's Sexiest Vegetarians. In 2014 won hij deze verkiezing[2] van onder meer Joaquin Phoenix, Samuel L. Jackson en Woody Harrelson.
- Leto maakt deel uit van de Workman Publishings 'The 365 Stupidest Things Ever Said' Page-a-Day-kalender van 2007. Zijn citaat hierin staat op 10 januari 2007 en luidt:
"I've always liked Saturn. But I also have some sympathy for Pluto because I heard it's been downgraded from a planet, and I think it should remain a planet. Once you've given something planetary status it's kind of mean to take it away."
- Op 10 november 2013 kreeg Leto met Thirty Seconds to Mars een MTV European Music Award in de categorie 'Best Alternative'.
- Op 2 maart 2014 kreeg Leto een Oscar voor zijn rol in Dallas Buyers Club.
- In juni 2025 werd bekend dat Leto door meerdere vrouwen beschuldigd werd van grensoverschrijdend gedrag.[3]